# Liste von Sakralbauten in Königheim
Die Liste von Sakralbauten in Königheim nennt Kirchengebäude und sonstige Sakralbauten im Gemeindegebiet von Königheim im Main-Tauber-Kreis in Baden-Württemberg.

## Sakralbauten in Königheim

### Christentum
Die katholischen Sakralbauten in Königheim gehören zur Seelsorgeeinheit Königheim im Dekanat Tauberbischofsheim. Die evangelischen Christen in der Kirchengemeinde Brehmen sind dem Kirchenbezirk Adelsheim-Boxberg zugeordnet.

#### Kirchengebäude und Kapellen
Folgende Kirchen und Kapelle bestehen im Gemeindegebiet von Königheim:
| Name                        | Konfession | Ort            | Bild | Koordinaten                 |
| --------------------------- | ---------- | -------------- | ---- | --------------------------- |
| Evangelische Kirche Brehmen | ev.        | Brehmen        |      | 49° 34′ 4″ N, 9° 33′ 18″ O  |
| Gartelkapelle               | r.-k.      | Königheim      |      | 49° 37′ 8″ N, 9° 35′ 24″ O  |
| Haigerkapelle               | r.-k.      | Königheim      |      | 49° 37′ 13″ N, 9° 36′ 1″ O  |
| Hofkapelle                  | r.-k.      | Hof Birkenfeld |      | 49° 35′ 0″ N, 9° 33′ 32″ O  |
| Kapelle                     | r.-k.      | Weikerstetten  |      | 49° 36′ 45″ N, 9° 33′ 8″ O  |
| Laurentiuskapelle           | r.-k.      | Hof Esselbrunn |      | 49° 34′ 26″ N, 9° 35′ 28″ O |
| Schutzengelkapelle          | r.-k.      | Gissigheim     |      | 49° 35′ 39″ N, 9° 35′ 14″ O |
| St. Kilian                  | r.-k.      | Pülfringen     |      | 49° 34′ 56″ N, 9° 31′ 37″ O |
| St. Kilian                  | r.-k.      | Brehmen        |      | 49° 34′ 2″ N, 9° 33′ 12″ O  |
| St. Martin                  | r.-k.      | Königheim      |      | 49° 37′ 7″ N, 9° 35′ 40″ O  |
| St. Peter und Paul          | r.-k.      | Gissigheim     |      | 49° 35′ 41″ N, 9° 35′ 15″ O |
| Sühnekapelle St. Bernhard   | r.-k.      | Pülfringen     |      | 49° 34′ 38″ N, 9° 32′ 4″ O  |
| Wegkapelle                  | r.-k.      | Pülfringen     |      | 49° 35′ 18″ N, 9° 31′ 48″ O |

#### Kreuzwege
Die folgenden Freilandkreuzwege bestehen im Gemeindegebiet von Königheim:
| Name     | Konfession | Ort        | Bild | Koordinaten                 |
| -------- | ---------- | ---------- | ---- | --------------------------- |
| Kreuzweg | r.-k.      | Königheim  |      | 49° 36′ 56″ N, 9° 35′ 18″ O |
| Kreuzweg | r.-k.      | Pülfringen |      | 49° 35′ 4″ N, 9° 31′ 37″ O  |

#### Mariengrotten
Folgende Mariengrotten beziehungsweise Lourdesgrotten bestehen im Gemeindegebiet von Königheim:
| Name         | Konfession | Ort        | Bild | Koordinaten                 |
| ------------ | ---------- | ---------- | ---- | --------------------------- |
| Mariengrotte | r.-k.      | Gissigheim |      | 49° 35′ 36″ N, 9° 35′ 25″ O |
| Mariengrotte | r.-k.      | Pülfringen |      | 49° 34′ 58″ N, 9° 31′ 37″ O |
| Mariengrotte | r.-k.      | Königheim  |      | 49° 37′ 8″ N, 9° 35′ 41″ O  |

#### Friedhöfe
Folgende christlichen Friedhöfe bestehen im Gemeindegebiet von Königheim:
| Name                           | Ort        | Bild | Koordinaten                 |
| ------------------------------ | ---------- | --- | --------------------------- |
| Evangelischer Friedhof Brehmen | Brehmen    | Bild gesucht Die Wikipedia wünscht sich an dieser Stelle ein Bild vom hier behandelten Ort. Falls du dabei helfen möchtest, erklärt die Anleitung , wie das geht. BW | 49° 34′ 4″ N, 9° 33′ 18″ O  |
| Katholischer Friedhof Brehmen  | Brehmen    | Bild gesucht Die Wikipedia wünscht sich an dieser Stelle ein Bild vom hier behandelten Ort. Falls du dabei helfen möchtest, erklärt die Anleitung , wie das geht. BW | 49° 34′ 1″ N, 9° 33′ 12″ O  |
| Friedhof Gissigheim            | Gissigheim | Bild gesucht Die Wikipedia wünscht sich an dieser Stelle ein Bild vom hier behandelten Ort. Falls du dabei helfen möchtest, erklärt die Anleitung , wie das geht. BW | 49° 35′ 38″ N, 9° 35′ 25″ O |
| Friedhof Königheim             | Königheim  | Bild gesucht Die Wikipedia wünscht sich an dieser Stelle ein Bild vom hier behandelten Ort. Falls du dabei helfen möchtest, erklärt die Anleitung , wie das geht. BW | 49° 37′ 1″ N, 9° 35′ 26″ O  |
| Friedhof Pülfringen            | Pülfringen | Bild gesucht Die Wikipedia wünscht sich an dieser Stelle ein Bild vom hier behandelten Ort. Falls du dabei helfen möchtest, erklärt die Anleitung , wie das geht. BW | 49° 35′ 4″ N, 9° 31′ 37″ O  |

### Judentum
Die folgenden jüdischen Sakralbauten des ehemaligen Bezirksrabbinats Wertheim bestanden oder bestehen im Gemeindegebiet von Königheim:
| Name                          | Ort        | Bild | Koordinaten                 |
| ----------------------------- | ---------- | ---- | --------------------------- |
| Jüdischer Friedhof Gissigheim | Gissigheim |      | 49° 35′ 51″ N, 9° 35′ 23″ O |
| Jüdischer Friedhof Königheim  | Königheim  |      | 49° 37′ 4″ N, 9° 36′ 7″ O   |
| Synagoge (Königheim)          | Königheim  |      | 49° 37′ 5″ N, 9° 35′ 48″ O  |
| Synagoge (Gissigheim)         | Gissigheim |      | 49° 35′ 42″ N, 9° 35′ 14″ O |

### Islam
Im Gemeindegebiet von Königheim besteht keine Moschee. Die Muslime besuchen gewöhnlich die nächstgelegene Moschee Lauda.